# Poule Le Mans
Pour les articles homonymes, voir Le Mans.
La le Mans est une race de poule d'origine française au plumage noir.

## Description
C'est une volaille de bonne taille, longue et large, moins forte que la poule La Flèche, mais néanmoins élégante. 

### Origine
Elle est originaire du département de la Sarthe, aux environs de la ville du Mans.

## Standard
- Masse idéale : Coq : 3 à 3,5 kg ; Poule : 2,5 à 3 kg
- Crête : frisée
- Oreillons : blancs
- Couleur des yeux : rouge orangé
- Couleur de la peau : blanche
- Variétés de plumage : uniquement noir
- Œufs à couver : min. 70 g, coquille blanche
- Diamètre des bagues : Coq : 20 mm ; Poule : 18 mm

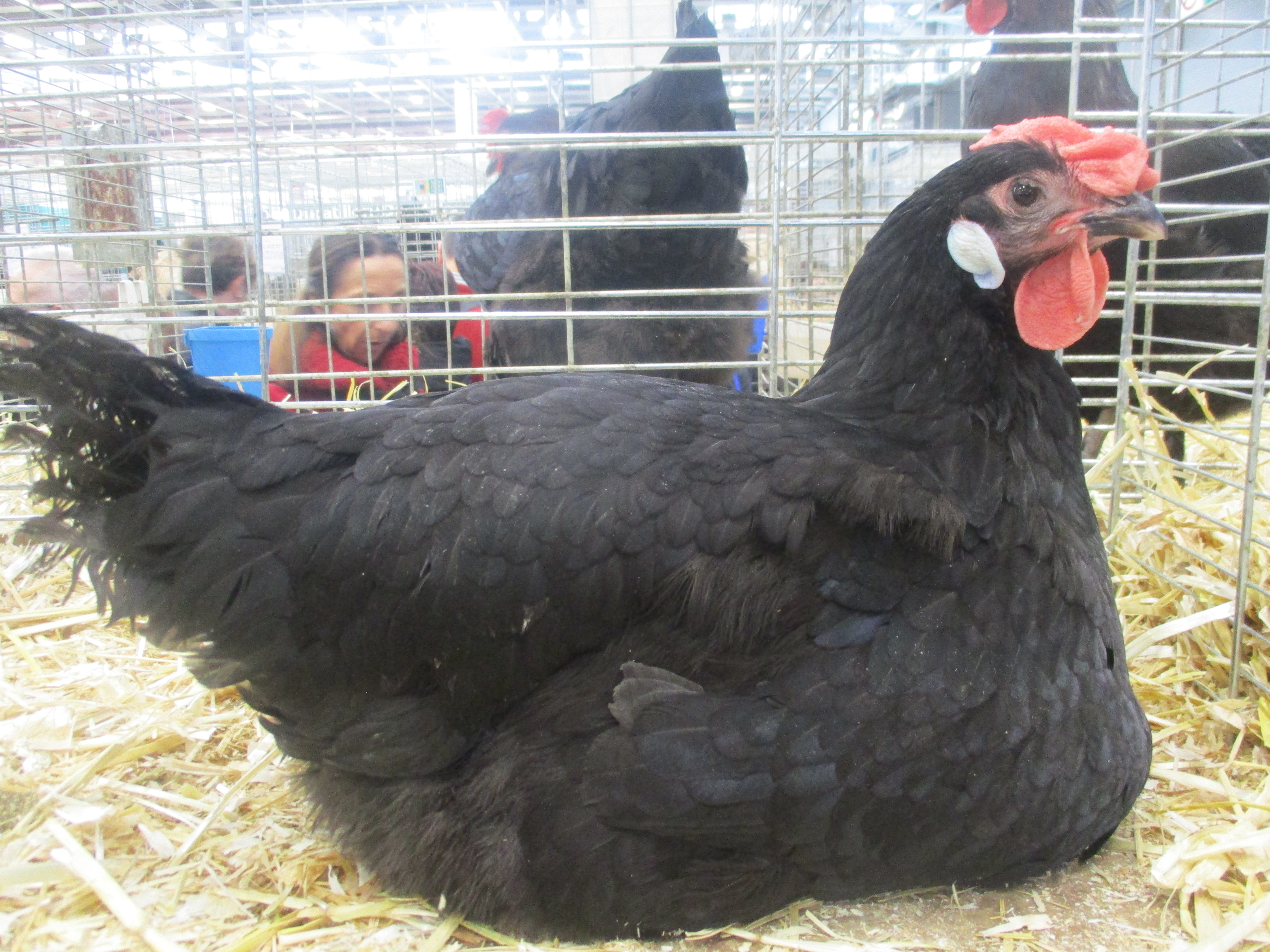
Poule

## Clubs officiels
- La Flèche Club, Wauthier-Braine
- Conservatoire des races normandes et du Maine, Le Tronquay

## Sources
- Le Standard officiel des volailles (Poules, oies, dindons, canards et pintades), édité par la Société centrale d'aviculture de France.